# باربارا هتماینسکا
باربارا هِـتماینسکا (لهستانی: Barbara Hetmańska؛ زادهٔ ۲۹ نوامبر ۱۹۸۶) ملقب به «کَندی گِرل» (Candy Girl) موسیقی‌دان و خواننده اهل لهستان است.
از فیلم‌هایی که وی در آن‌ها نقش داشته‌است، می‌توان به عشق بزرگ اشاره نمود.